# Eros Mannino
Eros Mannino (Città della Pieve, 5 agosto 1961) è un vigile del fuoco e dirigente pubblico italiano, dal 1° dicembre 2024 Capo del Corpo Nazionale dei Vigili del Fuoco.

## Carriera
Nasce a Città della Pieve (PG) il 5 agosto del 1961 e cresce a Perugia, dal 1985 al 1986 presta il servizio militare di leva nel'Esercito Italiano al termine del quale si laurea presso l'Università di Bologna in Ingegneria Civile.
Entra nel Corpo nazionale dei vigili del fuoco nel 1988 come funzionario prestando servizio al comando provinciale di Vicenza ed in seguito al comando provinciale di Perugia, inoltre ricoprendo l'incarico di vicario del dirigente della direzione regionale dell'Umbria, prendendo parte nel 1997 al Terremoto di Umbria e Marche del 1997 in qualità di comandante dei campi basi di Assisi e Gualdo Tadino. Nel Terremoto del Molise del 2002 si è occupato della messa in sicurezza dei beni culturali.
Dal luglio 2003 all'agosto 2006 ricopre l'incarico di comandante provinciale di Pavia, prendendo parte al Terremoto di Salò del 2004 dirigendo il campo base, mentre dal settembre 2006 all'agosto 2010 ricopre quello di comandante provinciale di Padova, prendendo parte al Terremoto dell'Aquila del 2009. Dall'agosto 2010 all'agosto 2011 è altresì comandante provinciale dell'Aquila mentre dall'agosto 2011 al settembre 2014 è dirigente dell'ufficio di staff del capo del corpo ricoprendo contestualmente altresì l'incarico di direttore dell'ufficio per la sicurezza dei beni artistici e storico culturali del dipartimento e prendendo parte al Terremoto dell'Emilia del 2012 e al Terremoto in Lunigiana e Garfagnana del 2013.
Dal settembre 2014 al settembre 2016 è comandante provinciale di Trieste mentre dal settembre 2016 all'agosto 2018 è vice direttore centrale per la difesa civile e le politiche di protezione civile, intervenendo in occasione della Sequenza sismica del Centro Italia del 2016-2017.
Dall'agosto al dicembre 2018 è direttore regionale per la Basilicata mentre dal dicembre 2018 al dicembre 2020 è direttore regionale per l'Umbria. Dal novembre 2021 viene trasferito a Roma in qualità di direttore regionale per il Lazio posizione che ricoprirà sino al febbraio 2023 quando diventerà direttore centrale per la prevenzione e la sicurezza tecnica.
Dal 1º dicembre 2024 è capo del Corpo Nazionale dei Vigili del Fuoco.
È stato inoltre professore a contratto dell'Università degli Studi di Perugia dal 2001 al 2005.